# Le Landeron
Le Landeron (hist. Landern) – miasto i gmina w zachodniej Szwajcarii, w kantonie Neuchâtel. Leży nad jeziorem Bielersee.

## Demografia
W Le Landeron mieszkają 4 673 osoby. W 2021 roku 19,4% populacji gminy stanowiły osoby urodzone poza Szwajcarią. 

## Transport
Przez teren miasta przebiegają autostrada A5 oraz droga główna nr 5. 

## Współpraca
Miejscowości partnerskie:
- Eschenbach, St. Gallen
- Meiringen, Berno
- Morcote, Ticino
- Scuol, Gryzonia
- Solura, Solura